# Ludvík z Blois
Ludvík z Blois (francouzsky Louis de Blois, 1172 – 15. dubna 1205) byl hrabě z Blois, Chartres, Châteaudunu a Clermontu, vnuk francouzského krále Ludvíka VII. Zúčastnil se čtvrté křížové výpravy a dobývání Konstantinopole roku 1204, kde získal hlavu sv. Anny.

## Život
Ludvík se narodil jako mladší syn hraběte Theobalda z Blois a Adély, dcery krále Ludvíka VII. Hrabě Theobald zemřel ve Svaté zemi roku 1191 při obléhání Akkonu a Ludvík se stal hrabětem.
Roku 1198 vyhlásil papež Inocenc III. další kruciátu proti muslimům. Zpočátku se k papežské výzvě nikdo nehlásil. Francouzská šlechta až v listopadu 1199 při turnaji na hradě v Écry-sur-Aisne, který patřil hraběti Theobaldovi ze Champagne přijala znamení kříže a mladíka stanovila vůdcem výpravy. Mezi křižáky se zde přihlásili i Ludvík z Blois a Balduin Flanderský.

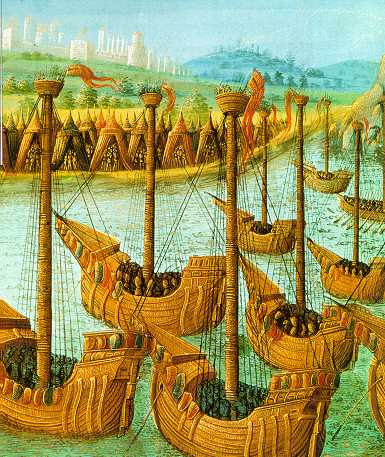
Křižácká flotila

Hrabě Theobald krátce nato zemřel a novým vůdcem kruciáty byl zvolen lombardský markýz Bonifác z Montferratu. Přepravu do Svaté země přislíbili Benátčané a pomalu se scházející křižáci ztráceli bojové nadšení na plážích benátského ostrůvku San Niccolo di Lido. Čekáním na spolubojovníky se zvyšovaly i dluhy u Benátčanů, kterých využil starý a snad téměř slepý dóže Enrico Dandolo a přesvědčil je, že jim počká se splácením dluhů, pokud pomohou benátské signorii s dobytím dalmatského města Zadar. Po úspěšném dobývání se ve městě usídlili a tam je také nalezl Alexios, syn svrženého oslepeného byzantského císaře Izáka Angela, který je společně s posly svého švagra Filipa Švábského přišel požádat o pomoc. Část křižáků s lukrativním návrhem souhlasila a část chtěla pokračovat do Svaté země.
| „                           | A tak se objevili markýz Bonifác z Montferratu, Bohemund, hrabě flanderský a hennegavský, hrabě Ludvík i hrabě Hugo ze Saint Paul a ti, kteří stáli na jejich straně, tvrdili, že přijmou takový návrh, který byl tlumočen německými posly, a jinak že by se hanbili, kdyby odmítli... | “ |
| — Geoffroy z Villehardouinu | |   |

Císař Alexios III. podcenil přípravu, což se mu stalo osudným. Křižáci zničili byzantské loďstvo a zaútočili na městské hradby. Císař s částí své rodiny raději uprchl a křižáci nechali korunovat prince Alexia spolucísařem a požadovali platbu za své služby. Alexios IV. se snažil vyhovět, ale požadavky západních spojenců se stále stupňovaly. Napětí v lednu 1204 vyvrcholilo rozhořčením obyvatel města, kteří požadovali svržení císaře. Alexios byl nucen požádat o pomoc křižácké vojsko, čímž se zcela zdiskreditoval a poté byl při palácovém převratu zbaven postavení a společně s otcem znovu uvězněn. Císařem se stal Alexios V. Dukas a křižáci marně doufali, že i s ním bude možné vyjednávat. Byzantinci však odmítli platit finanční závazky předchozího císaře a Alexios V. začal okamžitě organizovat obranu města, neboť bylo jasné, že dojde k útoku.

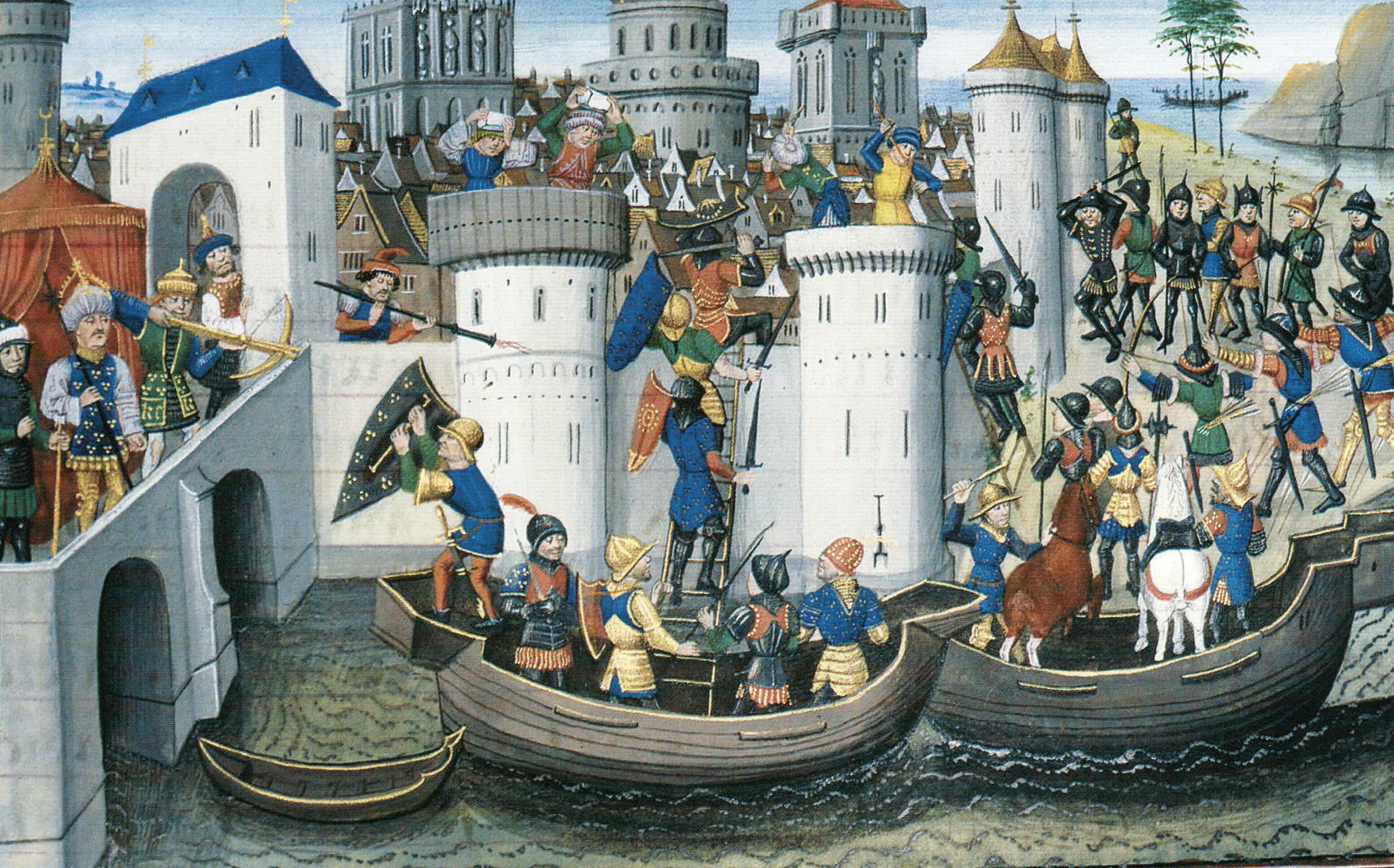
Dobývání Konstantinopole

13. dubna 1204 vstoupili křižáci do konstantinopolských ulic a rychle se získali nadvládu nad městem. Poté se celé tři dny věnovali drancování, vyloupili paláce a měšťanské domy, vyrabovali kláštery a kostely. Zničili velkou část uměleckých děl zachovaných ještě z antiky a Benátčané si odváželi plné koráby.
| „                   | V onen den, kdy město padlo, vpadli dobyvatelé do všech domů, uloupili vše, co našli a nutili majitelé, aby jim ukázali skrýše, některé tloukli, některé vzali na milost, ale všechny ohrožovali. Když už měli jedno, pídili se po něčem dalším, jedno leželo před jejich očima, další musili přinášet majitelé, nebo si to našli oni sami. Tehdy nešetřili nic a neponechali nic majitelům... | “ |
| — Nikétas Choniatés | |   |

Při drancování Konstantinopole se hrabě Ludvík zmocnil hlavy sv. Anny a poslal ji své ženě, která relikvii věnovala místní katedrále v Chartres. Podle kronikářů křížové výpravy benátský dóže chtěl dosadit Ludvíka na trůn latinského císaře, k čemuž nakonec nedošlo a na trůn volbou usedl Balduin Flanderský. Hrabě z Blois zemřel roku 1205 v bitvě u Adrianopole.
| „                                                     | Zemřel Ludvík, vznešený hrabě z Blois, který ke službě Boží podnikl cestu do zámořských zemí... | “ |
| — text darovací listiny relikvie sv. Anny z roku 1205 |                                                                                                 |   |

Z prostředků, které byly získány při pravidelném vystavování ostatku sv. Anny, byla vyčleněna částka sto solidů pro slavnostnější oslavu výročního dne skonu hraběte Ludvíka z Blois.

## Vývod z předků
|                  |                            |  |                      |                                  |  |  |  |  |  |  |  | Theobald III. z Blois |
|                  |                            |  |                      |                                  |  |  |  |  |  |  |  |                       |
|                  | Štěpán II. z Blois         |  |                      |                                  |  |  |  |  |  |  |  |                       |
|                  |                            |  |                      |                                  |  |  |  |  |  |  |  |                       |
|                  |                            |  |                      | Garsinda z Maine                 |  |  |  |  |  |  |  |                       |
|                  |                            |  |                      |                                  |  |  |  |  |  |  |  |                       |
|                  | Theobald IV. z Blois       |  |                      |                                  |  |  |  |  |  |  |  |                       |
|                  |                            |  |                      |                                  |  |  |  |  |  |  |  |                       |
|                  |                            |  |                      | Vilém Dobyvatel                  |  |  |  |  |  |  |  |                       |
|                  |                            |  |                      |                                  |  |  |  |  |  |  |  |                       |
|                  | Adéla z Blois              |  |                      |                                  |  |  |  |  |  |  |  |                       |
|                  |                            |  |                      |                                  |  |  |  |  |  |  |  |                       |
|                  |                            |  |                      | Matylda Flanderská               |  |  |  |  |  |  |  |                       |
|                  |                            |  |                      |                                  |  |  |  |  |  |  |  |                       |
|                  | Theobald V. z Blois        |  |                      |                                  |  |  |  |  |  |  |  |                       |
|                  |                            |  |                      |                                  |  |  |  |  |  |  |  |                       |
|                  |                            |  |                      | Engelbert I. Sponheimský         |  |  |  |  |  |  |  |                       |
|                  |                            |  |                      |                                  |  |  |  |  |  |  |  |                       |
|                  | Engelbert II. Sponheimský  |  |                      |                                  |  |  |  |  |  |  |  |                       |
|                  |                            |  |                      |                                  |  |  |  |  |  |  |  |                       |
|                  |                            |  |                      | Hedvika                          |  |  |  |  |  |  |  |                       |
|                  |                            |  |                      |                                  |  |  |  |  |  |  |  |                       |
|                  | Matylda Korutanská         |  |                      |                                  |  |  |  |  |  |  |  |                       |
|                  |                            |  |                      |                                  |  |  |  |  |  |  |  |                       |
|                  |                            |  |                      | Oldřich z Pasova                 |  |  |  |  |  |  |  |                       |
|                  |                            |  |                      |                                  |  |  |  |  |  |  |  |                       |
|                  | Uta z Pasova               |  |                      |                                  |  |  |  |  |  |  |  |                       |
|                  |                            |  |                      |                                  |  |  |  |  |  |  |  |                       |
|                  |                            |  |                      | Adelheid z Megling-Frontenhausen |  |  |  |  |  |  |  |                       |
|                  |                            |  |                      |                                  |  |  |  |  |  |  |  |                       |
| 'Ludvík z Blois' |                            |  |                      |                                  |  |  |  |  |  |  |  |                       |
|                  |                            |  |                      |                                  |  |  |  |  |  |  |  |                       |
|                  |                            |  | Filip I. Francouzský |                                  |  |  |  |  |  |  |  |                       |
|                  |                            |  |                      |                                  |  |  |  |  |  |  |  |                       |
|                  | Ludvík VI. Francouzský     |  |                      |                                  |  |  |  |  |  |  |  |                       |
|                  |                            |  |                      |                                  |  |  |  |  |  |  |  |                       |
|                  |                            |  |                      | Berta Holandská                  |  |  |  |  |  |  |  |                       |
|                  |                            |  |                      |                                  |  |  |  |  |  |  |  |                       |
|                  | Ludvík VII. Francouzský    |  |                      |                                  |  |  |  |  |  |  |  |                       |
|                  |                            |  |                      |                                  |  |  |  |  |  |  |  |                       |
|                  |                            |  |                      | Humbert II. Savojský             |  |  |  |  |  |  |  |                       |
|                  |                            |  |                      |                                  |  |  |  |  |  |  |  |                       |
|                  | Adéla Savojská             |  |                      |                                  |  |  |  |  |  |  |  |                       |
|                  |                            |  |                      |                                  |  |  |  |  |  |  |  |                       |
|                  |                            |  |                      | Gisela Burgundská                |  |  |  |  |  |  |  |                       |
|                  |                            |  |                      |                                  |  |  |  |  |  |  |  |                       |
|                  | Adéla Francouzská          |  |                      |                                  |  |  |  |  |  |  |  |                       |
|                  |                            |  |                      |                                  |  |  |  |  |  |  |  |                       |
|                  |                            |  |                      | Vilém IX. Akvitánský             |  |  |  |  |  |  |  |                       |
|                  |                            |  |                      |                                  |  |  |  |  |  |  |  |                       |
|                  | Vilém X. Akvitánský        |  |                      |                                  |  |  |  |  |  |  |  |                       |
|                  |                            |  |                      |                                  |  |  |  |  |  |  |  |                       |
|                  |                            |  |                      | Filipa z Toulouse                |  |  |  |  |  |  |  |                       |
|                  |                            |  |                      |                                  |  |  |  |  |  |  |  |                       |
|                  | Eleonora Akvitánská        |  |                      |                                  |  |  |  |  |  |  |  |                       |
|                  |                            |  |                      |                                  |  |  |  |  |  |  |  |                       |
|                  |                            |  |                      | Aimery I. ze Châttelleraultu     |  |  |  |  |  |  |  |                       |
|                  |                            |  |                      |                                  |  |  |  |  |  |  |  |                       |
|                  | Eleonora ze Châtelleraultu |  |                      |                                  |  |  |  |  |  |  |  |                       |
|                  |                            |  |                      |                                  |  |  |  |  |  |  |  |                       |
|                  |                            |  |                      | Dangereuse z L' Isle Bouchard    |  |  |  |  |  |  |  |                       |
|                  |                            |  |                      |                                  |  |  |  |  |  |  |  |                       |